# 廣州公車465路
广州公交465路是由广州市一汽巴士有限公司运营的公交线路，于2008年至2015年间往来鹭江村口总站和逸景路西站，于2021年复行至今，并调整为往来奥林匹克体育中心总站和珠江花城总站。

## 历史
一汽巴士曾在2008年开通465路，当时其为海珠区中小巴线路系统的一部分，行经鹭江西街、华盛南路和逸景路，沿途仅停靠鹭江村口总站、鹭江西街中站、石狮子站、叠景路口站、华盛南路站和逸景路西站；该线路于2015年1月7日起暂停运营。
2021年8月，一汽巴士申请重新开通465路；新465路于同年11月6日开通，从奥林匹克体育中心总站出发，行走奥体中心周边路段后进入广园快速路，在驶出快速路后，经灵山村和吉山村，抵达珠江花城总站，返程路线大致相同，填补了珠江花城小区的公交空白，小区居民可以乘坐465路直达黄村地铁站，换乘地铁4号线和21号线。